# Разноядный минёр
Разноядный минёр (лат. Liriomyza strigata) — вид двукрылых из семейства минирующих мух.

## Описание
Длина крыла 1,8-2,2 мм. Коричневая полоса за глазом достигает или почти достигает основания наружной вертикальной (теменной) щетинки. Третий членика усика жёлтый. В верхней части бочков среднегруди (анэпистерн) имеется небольшое или хорошо развитое вентральное пятно или полоса. В нижней части бочков среднегруди (катэпистерн) имеется небольшое вентральное пятно, не достигающее основания катепистернальной щетинки. Бёдра жёлтые со светлой дорсальной штриховкой.
У личинок заднее дыхальце имеет 10-12 пор, расположенных на широкой, неглубокой, полукруглой лопасти.

## Биология
Личинки минируют листья более чем на 200 родов цветковых растений из 35 семейств, наиболее предпочитаемыми являются представители сложноцветных, колокольчиковых и губоцветных. Из культурных растений повреждает горох, бобы, картофель, табак, подсолнечник и другие культуры. Самки откладывают яйца у края листа. Молодая личинка прогрызает нижнюю поверхность листа, затем достает средней жилки, после чего переходит на верхнюю поверхность. Здесь образуют мины, представляющие собой короткие, прямые или неправильной формы ответвления, расположенные вдоль боковых жилок. Окукливание происходит вне мины.
Наиболее распространёнными паразитоидами разноядного минёра являются Neochrysocharis formosa и Diglyphus isaea из семейства эвлофиды.

## Распространение
Встречается в Европе и Центральной Азии. Есть указание на присутствие этого вида в Восточной Азии, но есть сомнение в правильности определения и эти сведения требуют проверки.